# Лафайет (эскадрилья)

Флаг эскадрильи Лафайет

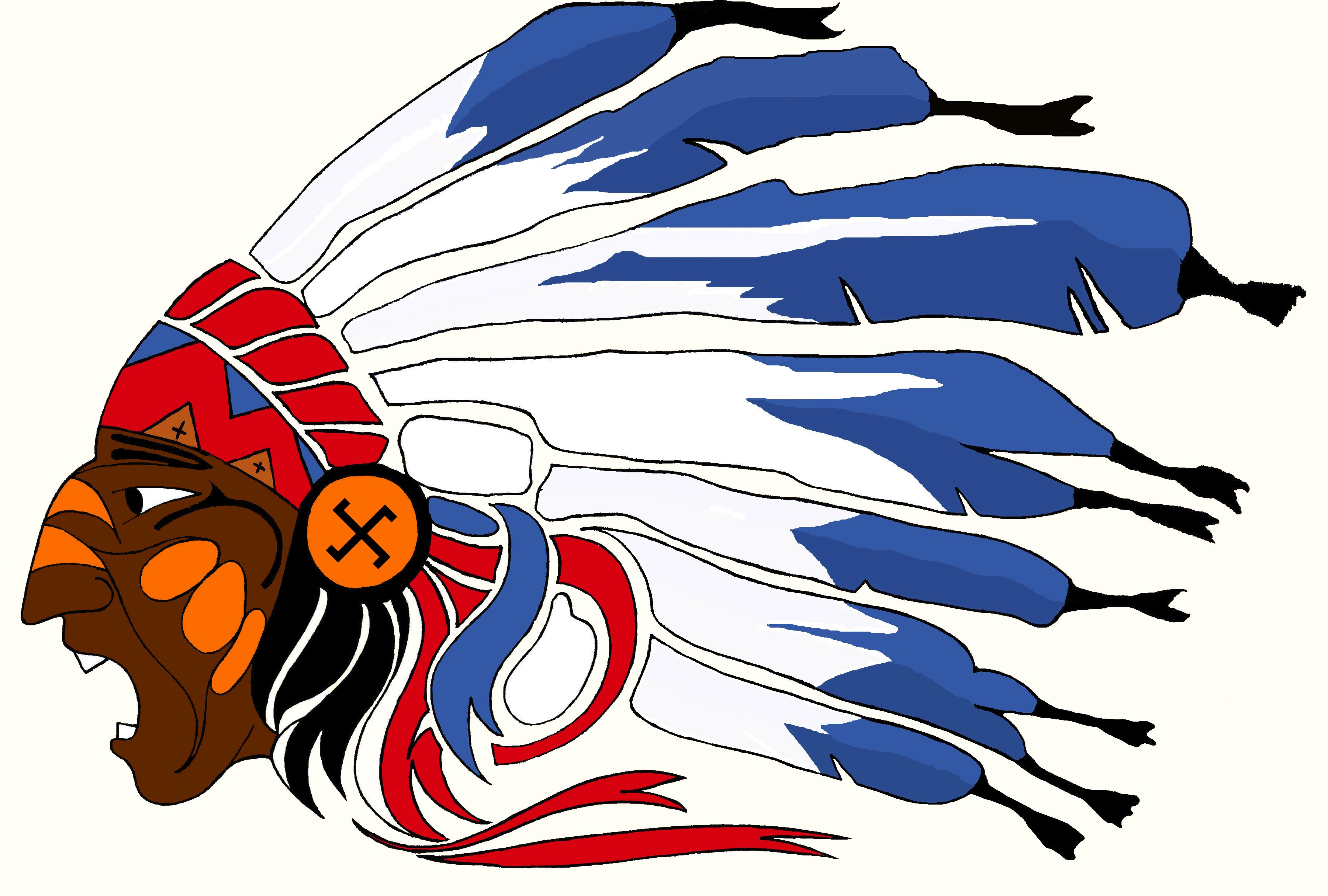
Эмблема эскадрильи «Лафайет»

«Лафайет» (англ. The Lafayette Escadrille; фр. Escadrille De Lafayette) — истребительная эскадрилья, подразделение французских военно-воздушных сил во время Первой мировой войны. Состояла в основном из американских лётчиков-добровольцев. Названа в честь маркиза де Лафайета.

## История создания
Эскадрилья была создана в 1916 году как американская эскадрилья (фр. Escadrille américaine) (номер 124) ещё до вступления в войну Соединённых Штатов. Идея создания такой эскадрильи принадлежит доктору Эдмунду Гросу (Edmund L. Gros), главе службы скорой помощи США, и Норману Принсу, американскому лётчику-добровольцу, сражавшемуся за Францию. Целью создания такого подразделения было влияние Франции через успехи американских добровольцев на правительство США для скорейшего вступления США в войну на стороне Антанты.
Самолёты, механики и обмундирование были французскими.

## Боевые действия
В 1916 году из-за большого количества добровольцев был сформирован «Воздушный корпус „Лафайет“». В нём служили 265 американских добровольцев. Формально они не относились к эскадрилье «Лафайет». Кроме того, многие лётчики-американцы служили и в других частях французской армии, например в Иностранном легионе.
За время войны корпус потерял 51 человека убитыми. Считается, что лётчики корпуса уничтожили 159 вражеских лётчиков[уточнить].
Талисманами эскадрильи были два детёныша льва, названных Виски и Сода. 8 февраля 1918 года эскадрилью передали Военно-воздушным силам США вместе с самолётами и механиками. До ноября 1918 года эскадрилья уничтожила ещё 49 вражеских лётчиков[уточнить].

## Эскадрилья в кино
Деятельность эскадрильи отражена в художественном кино.
- «Легион осуждённых» (1928, реж. Уильям Уэллман)
- «Эскадрилья „Лафайет“» (1958, реж. Уильям Уэллман)
- «Эскадрилья „Лафайет“» (2006, реж. Тони Билл; оригинальный перевод: «Лётчики»).

Кроме того, в телесериале «Хроники молодого Индианы Джонса» есть также эпизод, посвящённый эскадрилье.